# Zaragoza de Guadalupe
Zaragoza de Guadalupe är en mindre stad i Mexiko, tillhörande kommunen Calimaya i delstaten Mexiko, i den centrala delen av landet. Staden hade 5 393 invånare vid folkräkningen 2010 och är kommunens tredje största samhälle.